# Dassa I
Dassa I est l'un des dix arrondissements de la commune de Dassa-Zoumè dans le département des Collines au Bénin.

## Géographie
Dassa I est situé au centre du Bénin et compte 6 villages que sont Agbegbe, Amangassa, Essebre, Essekpa, Latin et Zongo.

## Démographie
Selon le recensement de la population de 2013 conduit par l'Institut national de la statistique et de l'analyse économique (INSAE), Dassa I compte 7 138 habitants  .

### Galerie de photos

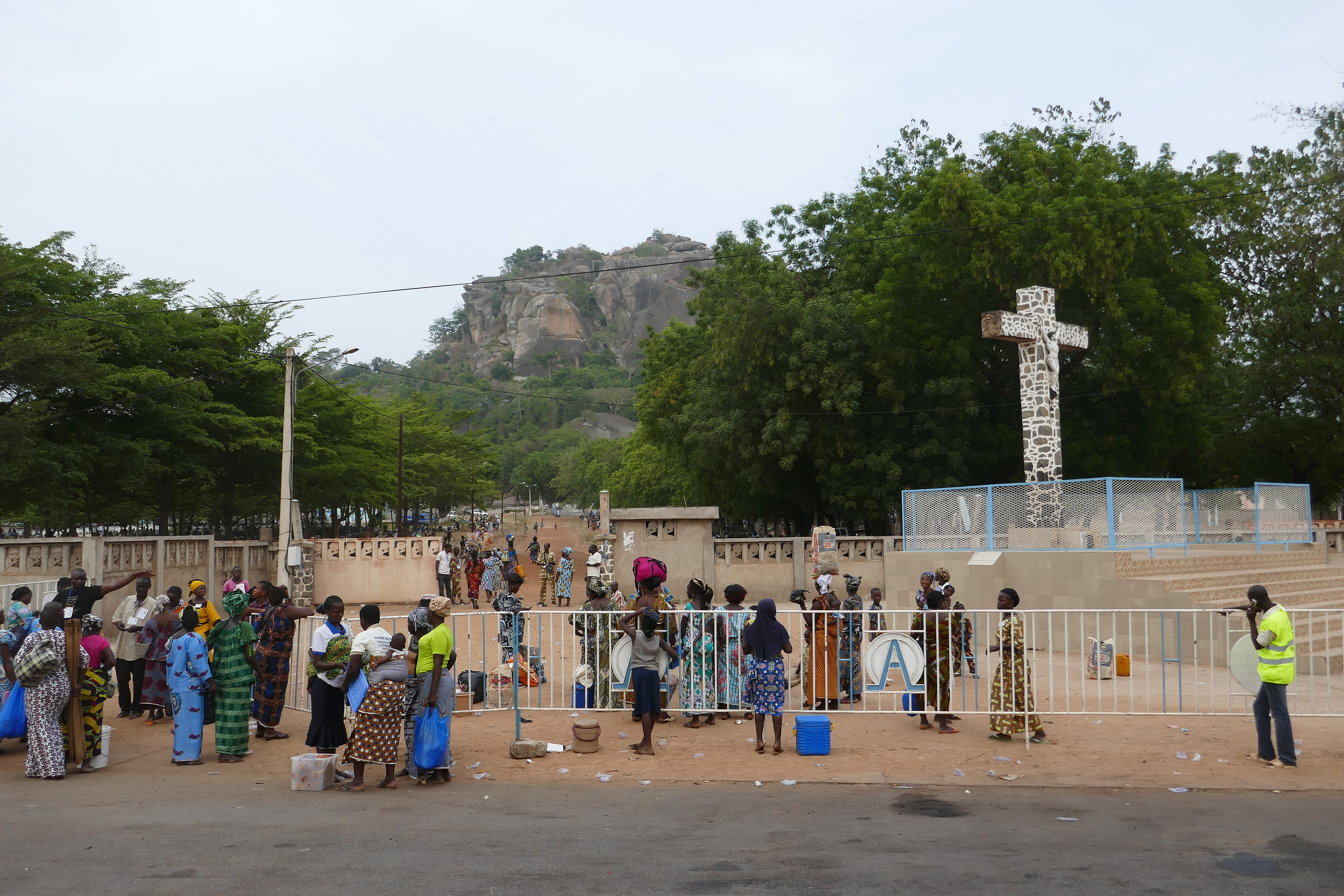
Cérémonie au calvaire de Dassa-Zoumé
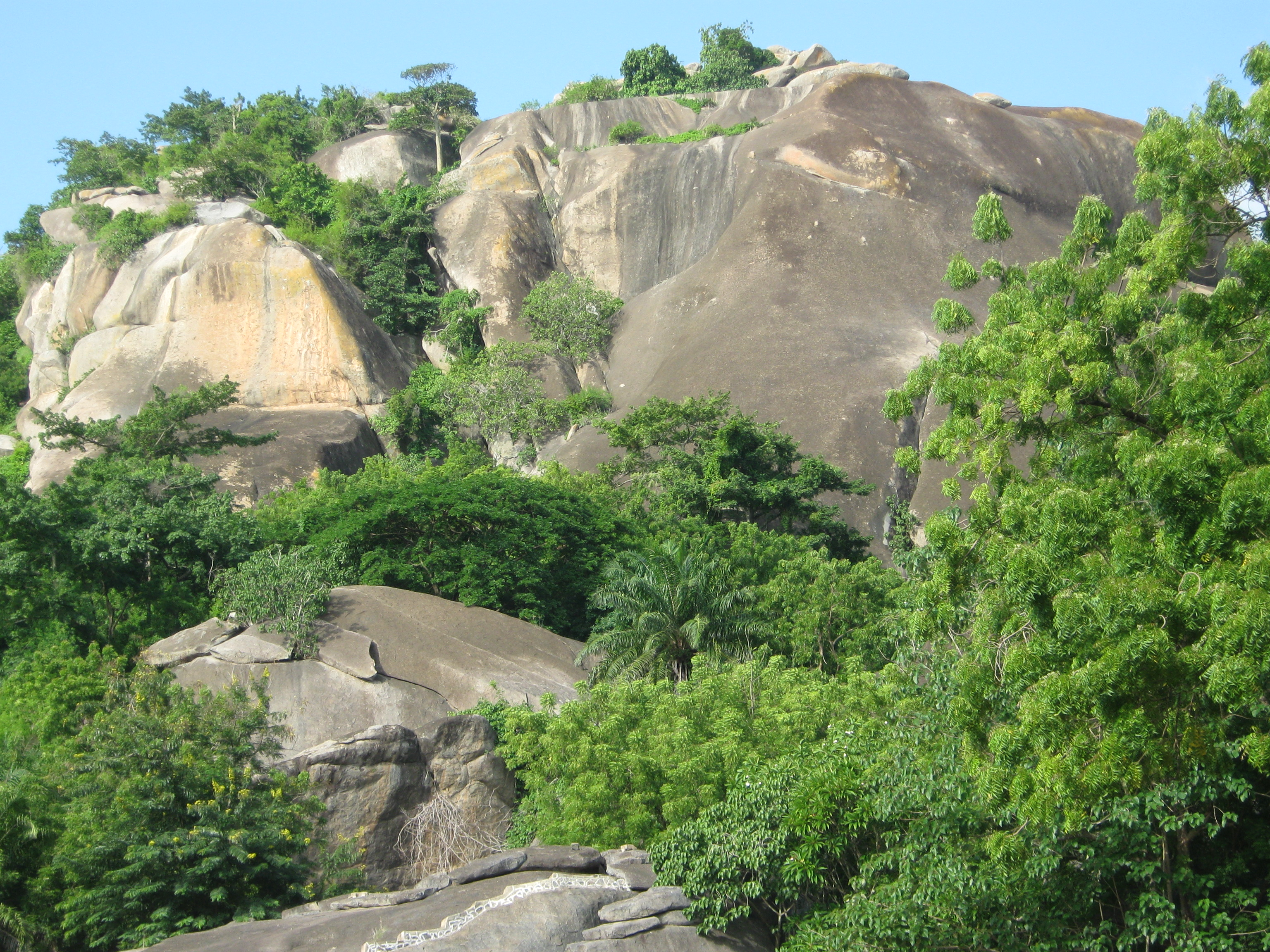
Collines de Dassa